# Lamadeleine-Val-des-Anges
Lamadeleine-Val-des-Anges (dt. veraltet: Sankt Magdalenen im Engelthal) ist eine französische Gemeinde im Département Territoire de Belfort in der Region Bourgogne-Franche-Comté.

## Geographie
Lamadeleine-Val-des-Anges liegt auf 653 m Meereshöhe, etwa 15 Kilometer nordnordöstlich der Stadt Belfort (Luftlinie). Die Streusiedlungsgemeinde erstreckt sich in den Südvogesen, am Oberlauf der Madeleine, am Südfuß des Baerenkopfes. Sie liegt im Regionalen Naturpark Ballons des Vosges.
Die Fläche des 6,52 km² großen Gemeindegebiets umfasst einen Abschnitt im Bereich der Südvogesen. Das stark reliefierte und überwiegend bewaldete Areal liegt im Quellgebiet der Madeleine. Mehrere Bäche in tief eingeschnittenen Tälern vereinigen sich zur Madeleine, welche das Gebiet nach Süden über die Bourbeuse zur Allaine entwässert. Die Gemeindegrenze verläuft im Westen, Norden und Osten stets auf den Kämmen der umliegenden Bergketten, die gegen Norden zum Baerenkopf ansteigen. Dieser bildet mit 1075 m die höchste Erhebung von Lamadeleine-Val-des-Anges und trennt das Tal vom nördlich gelegenen Dollertal. Im Westen wird das Tal der Madeleine von der Pointe des Roches (905 m) und der Tête du Mineur (928 m), im Osten von der Tête le Moine (790 m) flankiert.
Nachbargemeinden von Lamadeleine-Val-des-Anges sind Dolleren und Kirchberg im Norden, Rougemont-le-Château im Osten, Étueffont im Süden sowie Vescemont und Riervescemont im Westen.

## Geschichte
Vermutlich im 11. Jahrhundert wurde zuhinterst im Tal der Madeleine eine Einsiedelei mit einer Kapelle, die der heiligen Maria Magdalena geweiht war, gegründet. Erstmals urkundlich erwähnt wird Lamadeleine im Jahr 1350. Die Kapelle war lange Zeit ein wichtiges regionales Pilgerziel. Mitte des 14. Jahrhunderts gelangte Lamadeleine unter die Oberhoheit der Habsburger. Zusammen mit dem Sundgau kam das Dorf mit dem Westfälischen Frieden 1648 an die französische Krone. Seit 1793 gehörte es zum Département Haut-Rhin, verblieb jedoch 1871 als Teil des Territoire de Belfort im Gegensatz zum restlichen Elsass bei Frankreich. Um eine Verwechslung mit anderen gleichnamigen Gemeinden zu vermeiden, wurde Lamadeleine im Jahr 1937 offiziell in Lamadeleine-Val-des-Anges umbenannt. 1984 wechselte die Gemeinde vom Kanton Giromagny in den Kanton Rougemont-le-Château (bis 2015). Heute ist Lamadeleine-Val-des-Anges mit anderen Gemeinden zum Gemeindeverband Vosges du Sud zusammengeschlossen.

## Sehenswürdigkeiten
Die Kapelle Sainte-Madeleine erhielt ihre heutige Gestalt beim Neubau im 17. Jahrhundert.

Kapelle Sainte-Madeleine
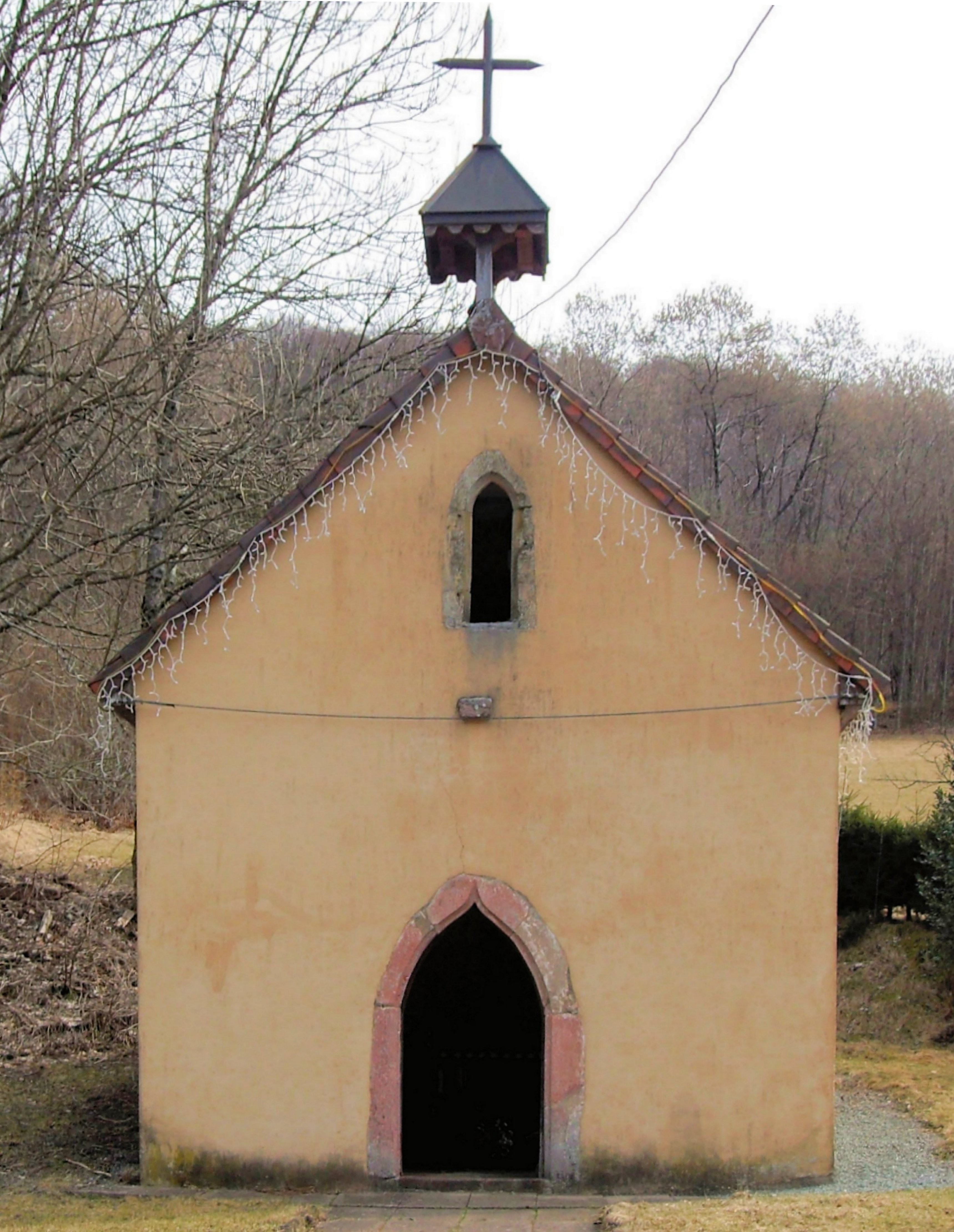
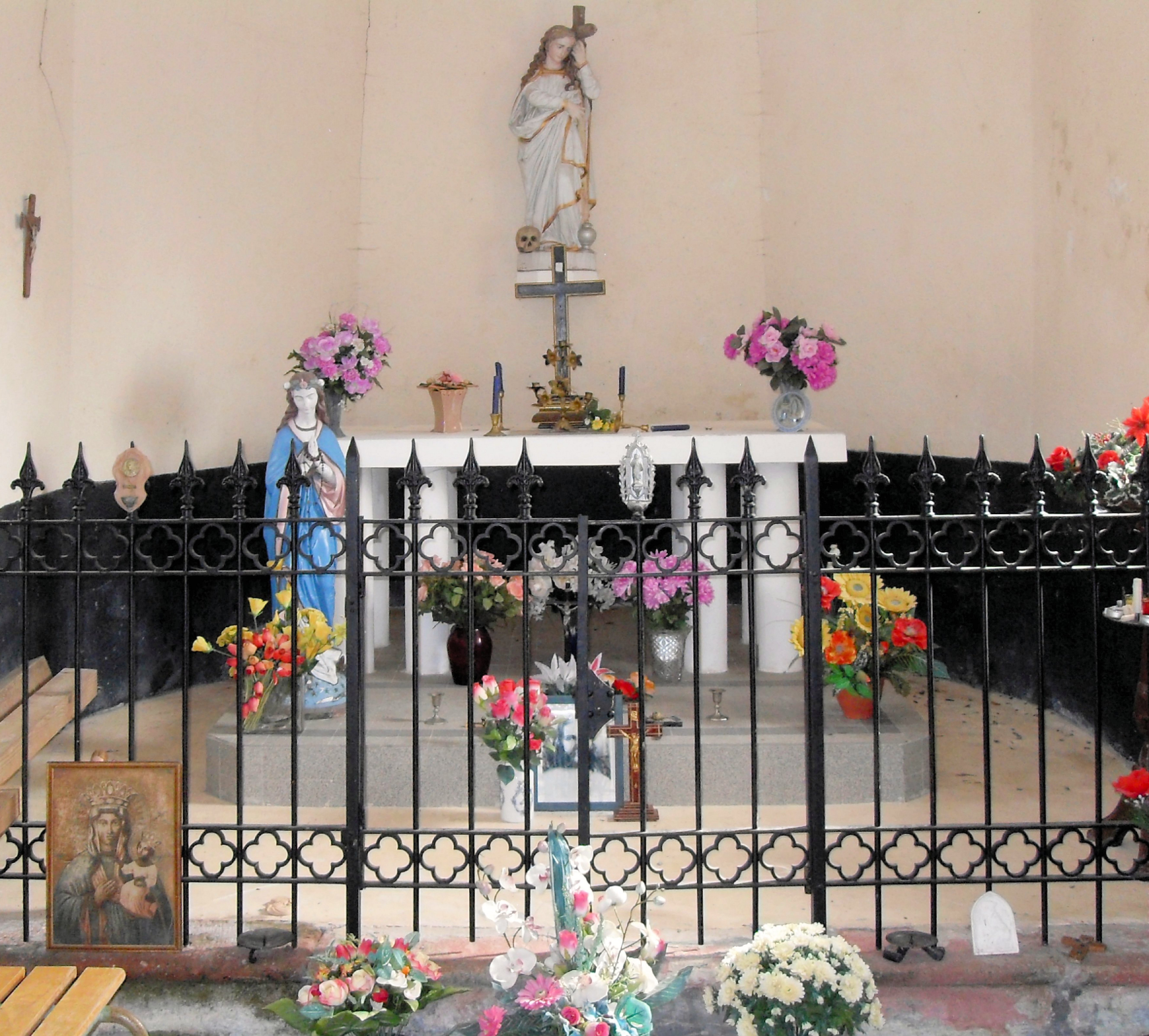

## Bevölkerung
| Bevölkerungsentwicklung | Bevölkerungsentwicklung |
| Jahr                    | Einwohner               |
| ----------------------- | ----------------------- |
| 1962                    | 29                      |
| 1968                    | 28                      |
| 1975                    | 14                      |
| 1982                    | 14                      |
| 1990                    | 29                      |
| 1999                    | 33                      |
| 2009                    | 33                      |
| 2017                    | 40                      |

Mit 49 Einwohnern (1. Januar 2022) gehört Lamadeleine-Val-des-Anges zu den kleinsten Gemeinden des Départements Territoire de Belfort. Nachdem die Einwohnerzahl in der ersten Hälfte des 20. Jahrhunderts deutlich abgenommen hatte (1896 wurden noch 102 Personen gezählt), wurde seit Beginn der 1980er Jahre wieder ein leichtes Bevölkerungswachstum verzeichnet.

## Wirtschaft und Infrastruktur
Lamadeleine-Val-des-Anges war bis weit ins 20. Jahrhundert hinein ein vorwiegend durch die Landwirtschaft (Ackerbau, Obstbau und Viehzucht) und die Forstwirtschaft geprägtes Dorf. Noch heute leben die Bewohner zur Hauptsache von der Tätigkeit im ersten Sektor. Außerhalb des primären Sektors gibt es keine Arbeitsplätze im Dorf. Einige Erwerbstätige sind auch Wegpendler, die in den umliegenden größeren Ortschaften ihrer Arbeit nachgehen.
Die Ortschaft liegt weit abseits der größeren Straßenverbindungen. Die einzige Zufahrt erfolgt von Étueffont.